# Lammie Robertson
Archibald Lamond Robertson, meglio conosciuto come Lammie Robertson (Paisley, 27 settembre 1947 – Macclesfield, 29 dicembre 2023), è stato un calciatore scozzese, di ruolo centrocampista e attaccante.

## Caratteristiche tecniche
Di ruolo attaccante, poteva agire sia sulle fasce che da centravanti tipico, Robertson era un giocatore in grado di creare opportunità di gioco per i compagni di squadra grazie al suo gioco intelligente, coraggioso e disponibile anche al sacrificio fisico per la squadra.
Robertson era un giocatore creativo ed è considerato quello con il miglior controllo di palla tra quelli che hanno indossato la maglia dell'Exeter City.
Come centravanti risultava duro e egoista davanti alla porta. Il carattere fumantino lo portava a litigare spesso con gli arbitri, venendo per questo espulso in più occasioni.

## Carriera
Si forma calcisticamente in Scozia nel Benburb e Drumchapel Amateurs, da cui venne ingaggiato nel 1966 dagli inglesi del Burnley. Con i Clarets non esordì mai in competizioni ufficiali, lasciando poi il club nel giugno 1968 per i cadetti del Bury. Lasciò gli Shakers nel febbraio seguente, quando passa all'Halifax Town, dapprima in prestito e poi acquistato a titolo definitivo in virtù delle buone prestazioni. Con il suo nuovo club conquisterà la promozione in terza serie al termine della Fourth Division 1968-1969.
Nel dicembre 1972 passa in forza al Brighton per £17.000 e Willie Irvine, con cui retrocederà in terza serie al termine della Second Division 1972-1973.
Nel giugno 1974, nell'ambito di uno scambio di giocatori, passa all'Exeter City, club militante in quarta serie, con cui ottenne la promozione nella categoria superiore al termine della Fourth Division 1976-1977, risultato di cui sarà uno protagonisti principali con le sue ottime prestazioni. Rimarrà in forza ai Grecians sino al gennaio 1978, ad esclusione di un prestito agli statunitensi del Chicago Sting, franchigia della North American Soccer League nell'estate 1976.
Con gli Sting nella North American Soccer League 1976 raggiungerà i quarti di finale nei playoff per il titolo, persi contro i futuri campioni dei Toronto Metros-Croatia. 
Nel settembre 1977 passa per £8.000 al Leicester City, club della massima serie inglese. Chiuderà la stagione con le Foxes al ventiduesimo ed ultimo posto della First Division 1977-1978.
Nell'ottobre 1978 al club di terza serie del Peterborough Utd, restandovi sino al gennaio seguente, ingaggiato dal Bradford City, società militante nella quarta serie inglese.
Nel luglio 1981 diventa allenatore-giocatore del Northwich Victoria, restandovi sino al 1989.

## Vita privata
Al termine della sua carriera da giocatore, divenne consulente finanziario indipendente e osservatore per lo Sheffield Utd.
Si è sposato tre volte. Muore nel dicembre 2023 per un cancro alla prostata.

## Palmarès

### Giocatore
- FA Trophy: 1

Northwich Victoria: 1983-1984

### Allenatore
- FA Trophy: 1

Northwich Victoria: 1983-1984